# 杨包
杨包（Yeoh Bag）是爱马仕公司以马来西亚华裔女明星杨紫琼的名字命名的一款女士手提包。这是一款二合一的产品，可以根据客户的需求合并成一个或拆开成两个独立的个体。作为工作或出席酒会的手袋，也可以是手提化妆袋。这款包的设计体现了灵活多变的特点。